# Pop-rok
Pop rok je mešoviti muzički žanr pop muzike s laganim stihovima i (tipično) rok pesmama sviranim na gitari. Postoje različite definicije termina: sve od sporije i blaže vrste rok muzike pa do podžanra pop muzike.

## Karakteristike
Većina pop i rok muzike veoma je slična po zvuku, instrumentaciji, pa čak i stihovima. Termini pop rok i pauer pop koriste se za opisivanje komercijalno uspešne muzike koja koristi elemente iz ili u obliku rok muzike. Pop rok se opisuje kao „optimistična varijacija rok muzike čiji su predstavnici Elton Džon, Pol Makartni, Everli braders, Rod Stjuart, Čikago i Piter Frampton”.

## Terminologija
Termin pop muzika koristio se od ranog dvadesetog veka i odnosio se uopšteno na popularnu muziku (jer je pop skraćenica od engl. popular), ali od sredine 1950-ih počeo se koristiti kao poseban žanr namenjen mladima koji se često karakterizovao kao mekša alternativa za rokenrol. Od otprilike 1967. (posledicom tzv. britanske invazije) termin se koristio u suprotnosti roka da bi opisao komercijalniju, kratkotrajniju i pristupačniju vrstu.
Za razliku od popa, smatralo se da se rok više fokusira na produžene radove (naročito albume) i da je često bio povezan s naročitim podžanrovima, isticao umetničke vrednosti i ’autentičnost’, naglašavajući nastupe uživo i instrumental ili glasovnu moć pevača. Često se smatralo da obuhvata progresivni razvoj umesto da jednostavno prikazuje postojeće trendove.
Termin pauer pop prvi put je upotrebio Pit Taunsend, član grupe Hu, i to 1966. godine. Nije se puno koristio sve dok ga 1970-ih nisu počele koristiti grupe poput Bedfingera, koje su se pokazale jednim od komercijalno najuspešnijih grupa tog razdoblja.

## Spoljašnje veze
Mediji vezani za članak Pop-rok na Vikimedijinoj ostavi